# Neufmaisons
Neufmaisons – miejscowość i gmina we Francji, w regionie Grand Est, w departamencie Meurthe i Mozela.
Według danych na rok 1990 gminę zamieszkiwało 175 osób, a gęstość zaludnienia wynosiła 8 osób/km² (wśród 2335 gmin Lotaryngii Neufmaisons plasuje się na 870. miejscu pod względem liczby ludności, natomiast pod względem powierzchni na miejscu 139.).